# Tomas Barrón
Tomas Barrón é uma província da Bolívia localizada no departamento de Oruro, sua capital é a cidade de Eucaliptus.